# خلیل عمرانی
خلیل عمرانی (زاده ۹ تیر ۱۳۴۳، روستای جمرک، شهرستان دیر – درگذشته ۱۳۹۱، تهران) شاعر آیینی از اهالی بندر دیر استان بوشهر بود.

## زندگی‌نامه
خلیل عمرانی شاعری را از سال ۱۳۵۷ به‌طور جدی‌تر پی گرفت. تخلص شعری وی پژمان دیری بود. وی کارشناس ارشد و دبیر ادبیات فارسی و کارشناس ادبی کانون پرورش فکری کودکان و نوجوانان در پرورش استعداد ادبی جوانان در وطن خود، استان یزد و تهران بود.
وی در پست‌های مشاور وزیر آموزش و پرورش، مسئول آفرینش‌های ادبی کانون پرورش فکری کودکان و نوجوانان کشور و معاونت فرهنگی اداره کل فرهنگ و ارشاد اسلامی استان بوشهر فعالیت داشته‌است.
از میان دوستان شاعر خود، با محمدجواد محبت و سید فضل‌الله طباطبایی ندوشن (امید) و نصرالله مردانی انسی دیرینه داشت.
او بنیانگذار انجمن ادبی نسل مروارید و نیز انتشاراتی به همین نام (انتشارات نسل مروارید) بود.
عمرانی در ۱۹ آذر سال ۱۳۹۱ و در سن ۴۸ سالگی به علت سکته مغزی درگذشت.

## یادمان‌ها
پس از درگذشت او و تاکنون (۱۳۹۸) چند کتاب و دفتر با مضمون یادبود او منتشر شده‌است: گدازه‌های سکوت (به کوشش مبین اردستانی، تهران: انتشارات شهرستان ادب)، یادمان اربعین پژمان (به کوشش بهزاد مرتضوی)، کتاب فصل پژمان - دفتر اول (تهران: انتشارات تیرگان، ۱۳۹۵، ۸۰ص) و کتاب فصل پژمان - دفتر دوم (تهران: انتشارات تیرگان، ۱۳۹۶، ۱۱۰ص) از این جمله‌اند.
در هفتیمن سالروز درگذشت او (آذر ۱۳۹۸)، سومین دفتر از «کتاب فصل پژمان» که به همت جمعی از شاگردان او گردآوری شده بود، در تالار امیرحسین فردی حوزه هنری رونمایی شد. در این آیین مصطفی علی‌پور به ذکر نکاتی از ویژگی‌های خاص شعری عمرانی اشاره کرد.

## نمونه شعر
بوم‌سروده‌ای قدیمی از عمرانی:
| مرا امواج دریا می‌شناسند   |  | و شالوهای زیبا می‌شناسند  |
| چنان گرمم که جاشوهای بندر |  | مرا هم مثل گرما می‌شناسند |

## مجموعه‌های شعر
- مروارید فراموش (دفتر غزل ۱۳۵۷–۱۳۷۵، قم: مؤسسه فرهنگی همسایه، بهار ۱۳۷۶)
- ساعت به وقت شرعی دریا (تهران: انتشارات تیرگان، ۱۳۷۹)
- گزیدهٔ ادبیات معاصر: مجموعهٔ شعر ۱۴۰ (تهران: کتاب نیستان، ۱۳۸۰)
- به ساعت گل سرخ (گزیده اشعار خلیل عمرانی) تهران: تکا، ۱۳۹۲.